# Oonops anoxus
Oonops anoxus là một loài nhện trong họ Oonopidae.
Loài này thuộc chi Oonops. Oonops anoxus được Arthur M. Chickering miêu tả năm 1970.